# Галликсон, Томас
Томас Эдвард Галликсон (англ. Thomas Edward Gullickson; род. 14 августа 1950 года, Су-Фолс, Южная Дакота, США) — американский прелат и ватиканский дипломат. Титулярный архиепископ Polymartium (Бомарцо) со 2 октября 2004. Апостольский нунций на Украине с 21 мая 2011 по 5 сентября 2015. Апостольский нунций в Швейцарии и Лихтенштейне с 5 сентября 2015 по 31 декабря 2020.

## Ранние годы и образование
Родился 14 августа 1950 года в городе Су-Фолс, Южная Дакота, США. 27 июня 1976 года был рукоположён в священники. С 1981 года обучался в Папской церковной академии. Защитил докторскую диссертацию по каноническому праву. С 1985 года работает в дипломатических службах Ватикана и дипломатических представительствах Святого Престола в различных странах.

## Апостольский нунций

### На службе в Центральной Америке
2 октября 2004 года папа Иоанн Павел II назначил Томаса Галликсона апостольским нунцием в Тринидаде и Тобаго и титулярным архиепископом Бомарцо. 11 ноября 2004 года состоялась епископская хиротония, главным консекратором был кардинал Джованни Лайоло.
Как апостольский нунций в Тринидаде и Тобаго Томас Галликсон «ex officio» выполнял роль представителя Святого Престола и в ряде других мелких государств Центральной Америки. Он выполнял функции аккредитованного нунция в государствах: Багамские Острова, Доминика, Сент-Китс и Невис, Сент-Люсия, Сент-Винсент и Гренадины, Антигуа и Барбуда, Барбадос, Ямайка, Гренада, Суринам и Гайана, а также функции апостольского делегата на Антильских островах.

### Работа на Украине
С 21 мая 2011 года по 5 сентября 2015 года Томас Галликсон — Апостольский нунций на Украине. Он сменил в должности архиепископа Ивана Юрковича, назначенного Апостольским нунцием в Российской Федерации.
Находясь на Украине, Галликсон публиковал в Твиттере и в своём блоге свою критику Папы Франциска в отношении планирования семьи, Евхаристии, и на критику Папы Римской курии и отношений Ватикана с Россией.

### На служении в Швейцарии
С 5 сентября 2015 года — нунций в Швейцарии и Лихтенштейне.
В октябре 2020 года Галликсон объявил, что уйдёт в отставку с поста апостольского нунция в конце 2020 года и будет жить в Су-Фолсе.
31 декабря 2020 года Папа Франциск принял отставку Томаса Галликсона с поста апостольского нунция в Швейцарии и Лихтенштейне.

## Взгляды на литургию
Галликсон часто выражал свое предпочтение форме мессы, в которой священник обращён к алтарю в том же направлении, что и прихожане, в качестве шага к обновлению того, что он считает надлежащим чувством благоговения перед литургией.

## Языки
Кроме родного английского языка, архиепископ Галликсон владеет итальянским, немецким, французским и чешским языками.